# Cayuga megye
Cayuga megye az Amerikai Egyesült Államokban, azon belül New York államban található. Megyeszékhelye és legnagyobb városa Auburn. Lakosainak száma 76 248 fő (2020. április 1.). Cayuga megye Tompkins, Onondaga, Oswego, Cortland, Seneca és Wayne megyékkel határos.

## Népesség
A megye népességének változása:
| Lakosok száma | 79 526 | 79 831 | 79 767 | 79 587 | 79 477 | 78 288 | 76 248 |
|               | 2009   | 2010   | 2011   | 2012   | 2013   | 2015   | 2020   |